# Anville (Mondkrater)
Anville ist ein relativ kleiner, einzeln gelegener Einschlagkrater im nördlichen Teil des Mare Fecunditatis. Die nächstgelegenen auffallenden Strukturen sind in einiger Entfernung südwestlich der Krater Messier und, noch weiter entfernt im Südosten, südlich des Mondäquators, die Erhebung des Dorsa Geikie mit dem dahinter gelegenen Krater Lindbergh. Im Nordwesten liegt der Krater Taruntius am Rande des Mare.
Der kreisrunde, tassenförmige Krater besitzt einen scharfen Kraterrand und weist nur geringe Abnutzungsspuren durch Erosion auf. Im östlichen Bereich der Kraterinnenwand lassen sich kleinere Abrutschungen erkennen.
Anville wurde trotz der erheblichen Entfernung als Satellitenkrater von Taruntius mit der Bezeichnung 'Taruntius G' geführt, ehe er 1976 von der Internationalen Astronomischen Union (IAU) seinen eigenen Namen bekam.

## Einzelnachweise

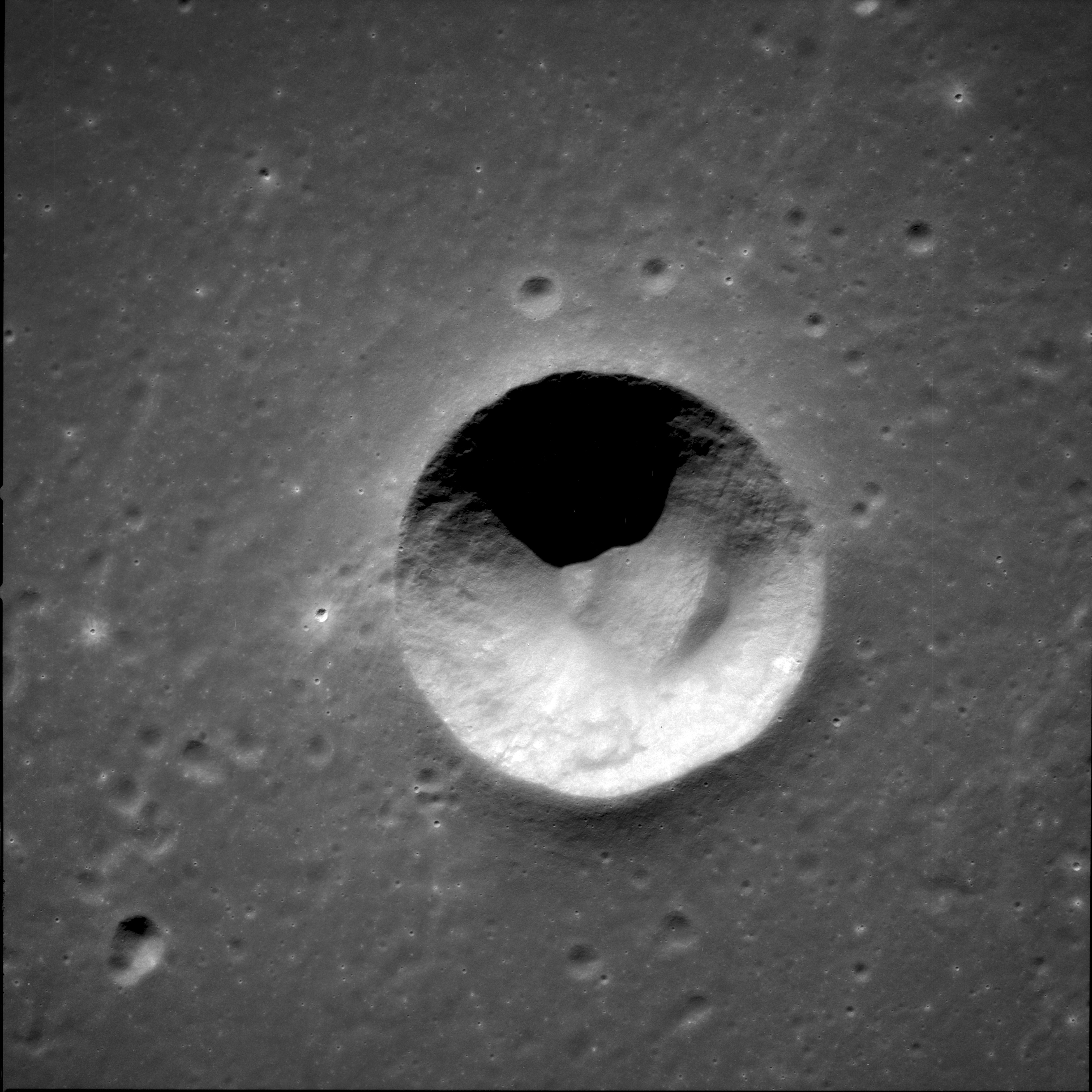
Anville, aufgenommen von Apollo 11